# Velká cena Československa 1949
Osmý závod automobilů typu Grand Prix na okruhu u Brna se uskutečnil v neděli 25. září 1949 a byl 18. závodem sezóny. Závod o Velkou cenu Československa 1949 se jel podle nové závodní formule, kterou vypsala FIA v roce 1947. Mistrovství světa nebylo prostřednictvím FIA v tomto roce zorganizováno (1. ročník se uskutečnil o rok později), ale pětice nejprestižnějších závodů byla označena jako Grandes Épreuves.(Grand Prix Velké Británie, Belgie, Švýcarska, Francie a Evropská Grand Prix), z nichž dvě vyhrál Alberto Ascari. Nejúspěšnějšími jezdci v celkem 31 závodech Grand Prix byli Alberto Ascari (vyhrál pět závodů) a Juan Manuel Fangio 6 závodů. Ti však do Brna nepřijeli. Nejlepší značkou vozů bylo Maserati se 14 vítězstvími, těch startovalo v Brně 8. Grand Prix automobilů se v roce 1949 poprvé a naposledy jela v Československu, jel se tam snad největší závod celých dějin Masarykova okruhu. Ročník 1949 zůstává jediným mezinárodně uznávaným závodem vozů Formule 1 na našem území a jedinou skutečnou Velkou cenou Československa monopostů.

## Změny okruhu
První zásadní změnou bylo zkrácení okruhu. Byla vynechána část mezi Žebětínem, Ostrovačicemi a Popůvkami až k Veselce. Byla tedy vyřazena i divácky atraktivní část ostrovačických serpentin, ale hlavně zmizely nebezpečné a úzké úseky v lesích. Okruh v nové podobě měl délku 17,8 km, došlo tedy ke zkrácení o 40%. Měl 35 zatáček vlevo, 38 vpravo a výškový rozdíl činil 171 m. Nově vedla trať z Veselky k Žebětínu, kde byla postavena nová asfaltová silnice. Převážně vedl po asfaltu a betonu, jen několik úseků bylo dlážděných.
Druhou neméně významnou změnou byla skutečnost, že se změnil směr jízdy na jízdu ve směru hodinových ručiček, tj. opačným směrem než se jezdilo před válkou. Místo startu a cíle zůstalo v původním prostoru. Po startu a průjezdu Bosonohami vedla trať rychlou rovinkou k Veselce, kde odbočovala o 90° na sever k Žebětínu, tam se opět stočila východním směrem na původní trať. Od přetnutí "staré dálnice" trať stoupala obtížnými zatáčkami až ke kohoutovické hájence. Odtud trať opět klesala průjezdem Kohoutovicemi, Libušiným údolím až do Pisárek. Ostrou zatáčkou o 90° začala stoupat jižním směrem k Novému Lískovci. Po průjezdu obcí se stočila západním směrem po státní silnici Brno-Praha přes "ďolík" a přejezd horizontu dovedla závodníky do prostoru startu a cíle.

## Startující vozy a jezdci
První poválečná formule omezovala zdvihový objem motorů s kompresorem na 1500 cm³ a u motorů bez kompresoru na 4500 cm³. Ta byla označena jako formule 1. V závodě startovaly i vozy formule 2 se zdvihovým objemem válců do 2000 cm³. Během tréninků došlo 22. září k nešťastné havárii Václava Uhra (st. č. 25) na voze Maserati 6CM z roku 1939, který dostal smyk v zatáčce po vjezdu do Nového Lískovce, dvakrát se s vozem převrátil a zraněním podlehl. K závodu byli ještě přihlášeni Karel Vlašín (J K Mono - Lancia Aprilia), Luigi Chinetti (Ferrari 125), Marc Versini (Delage D6-3LS) a Jiří Pohl (MG K3 Magnette), ale ti do Brna nepřicestovali s výjimkou Vlašína, kterému před kvalifikací selhal motor. Po 12 letech (od poslední Velké ceny Masarykovy v roce 1937) přijeli do Brna její účastníci Chiron, princ Birra, Farina, Sojka a další.
Startující vozy a jezdci skupiny Grand Prix
| St. č. | Jezdec                     | Stáj                      | Značka a typ vozu         | Motor | Motor |
| 1      | Johnny Claes               | Écurie Belge              | Talbot-Lago T26C          | 4,5   | R-6   |
| 2      | Pierre Bouillin ("Levegh") | P. "Levegh"               | Talbot-Lago T26C          | 4,5   | R-6   |
| 3      | Philippe Étancelin         | P. Étancelin              | Talbot-Lago T26C          | 4,5   | R-8   |
| 4      | Louis Rosier               | Écurie Rosier             | Talbot-Lago T26C          | 4,5   | R-6   |
| 5      | Giuseppe Farina            | G. Farina                 | Maserati 4CLT/48          | 1,5   | R-4   |
| 6      | Piero Carini               | P. Carini                 | Maserati A6GCS            | 2,0   | R-6   |
| 7      | Louis Chiron               | Officine Alfieri Maserati | Maserati 4CLT/48          | 1,5   | R-4   |
| 8      | Henri Louveau              | Scuderia Milan            | Maserati 4CL              | 1,5   | R-4   |
| 9      | Emmanuel de Graffenried    | Enrico Plate              | Maserati 4CLT/48          | 1,5   | R-4   |
| 10     | "B.Bira"                   | Enrico Plate              | Maserati 4CLT/48          | 1,5   | R-6   |
| 11     | David Murray               | R. Parnell                | Maserati 4CLT             | 1,5   | R-4   |
| 12     | Reg Parnell                | R. Parnell                | Maserati 4CLT             | 1,5   | R-4   |
| 14     | Peter Whitehead            | P. N. Whitehead           | Ferrari 125               | 1,5   | V-12  |
| 15     | Franco Cortese             | Scuderia Ferrari          | Ferrari 166S              | 2,0   | V-12  |
| 17     | Maurice Trintignant        | Équipe Gordini            | Simca Gordini T15         | 1,5   | R-4   |
| 18     | Robert Manzon              | Équipe Gordini            | Simca Gordini T15         | 1,5   | R-4   |
| 19     | Zdeněk Treybal             | Équipe Gordini            | Simca Gordini T15         | 1,5   | R-4   |
| 22     | Bruno Sojka                | Tatra                     | Tatra 602 Tatraplan Sport | 2,0   | R-4   |
| 23     | Vladimír Formánek          | V. Formánek               | Cisitalia D46             | 1,5   | R-4   |
| 24     | Antonín Komár              | A. Komár                  | Cisitalia D46             | 1,5   | R-4   |
| 26     | Jaroslav Vlček             | J. Vlček                  | Magda II-Fiat             | 1,1   | R-4   |
| 27     | František Dobrý            | F. Dobrý                  | Frazer Nash               | 2,0   | R-6   |
| 41     | Aldo Gordini               | Équipe Gordini            | Simca Gordini             | 1,5   | R-4   |

## Startovní rošt
Nejrychlejší kolo kvalifikace zajel B. Bira za 8:03,0 min. Startovní pole hlavního závodu bylo 60 m dlouhé, táhlo se až za horizont, proto závod startovali dva startéři.

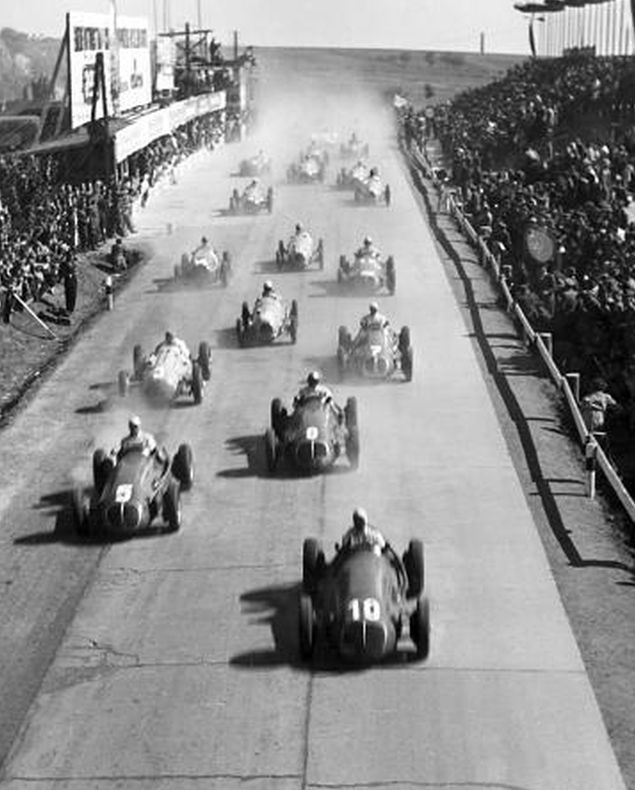
Start Velké ceny Československa 1949, v čele princ Bira a Giuseppe Farina

| 1.řada | Pos. 1                        |                           | Pos. 2                     |
| ------ | ----------------------------- | ------------------------- | -------------------------- |
|        | 10 B. Bira Maserati           |                           | 5 Farina Maserati          |
| 2.řada |                               | Pos. 3                    |                            |
|        |                               | 8 Graffenried Maserati    |                            |
| 3.řada | Pos. 4                        |                           | Pos. 5                     |
|        | 7 Chiron Maserati             |                           | 3 Étancelin Talbot-Lago    |
| 4.řada |                               | Pos. 6                    |                            |
|        |                               | 18 Manzon Simca Gordini   |                            |
| 5.řada | Pos. 7                        |                           | Pos. 8                     |
|        | 12 Parnell Maserati           |                           | 14 Whitehead Ferrari       |
| 6.řada |                               | Pos. 9                    |                            |
|        |                               | 17 Trintignant Ferrari    |                            |
| 7.řada | Pos. 10                       |                           | Pos. 11                    |
|        | 16 Treybal Simca Gordini T 15 |                           | 4 Louis Rosier Talbot-Lago |
| 8.řada |                               | Pos. 12                   |                            |
|        |                               | 1 Johny Claes Talbot-Lago |                            |

a ještě dalších 11 závodníků.
| 13 | Pierre Bouillin ("Levegh") | (4.5 F1) 4,5 l Talbot T26C - Talbot 6            |
| 14 | Piero Carini               | (F2) 2,0 l Maserati A6GCS - Maserati 6           |
| 15 | Aldo Gordini*              | (F2) 1,4 l Simca-Gordini T15 - Simca-Gordini 4   |
| 16 | David Murray               | (4.5 F1) 1,5 l Maserati 4CLT-48 - Maserati s/c 4 |
| 17 | Franco Cortese             | (F2) 2,0 l Ferrari 166C - Ferrari V12            |
| 18 | Bruno Sojka                | (4.5 F1) 2,0 l Tatraplan Sport T602 - Tatra      |
| 19 | Jaroslav Vlček             | (4.5 F1) 1,5 l Magda II - Fiat s/c 4             |
| 20 | František Dobrý            | (F2) 2,0 l Frazer-Nash - Bristol 6               |
| 21 | Antonín Komár              | (F2) 1,1 l Cisitalia D46 - Fiat 4                |
| 23 | Vladimir Formanek          | (F2) 1,1 l Cisitalia D46 - Fiat 4                |
| 24 | Henri Louveau              | (4.5 F1) 1,5 l Maserati 4CL - Maserati s/c 4     |

## Průběh závodu

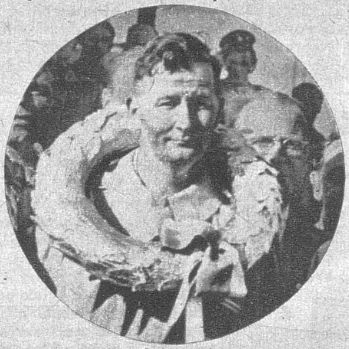
Peter Whitehead, vítěz Grand Prix Československa (Brno 1949)

### Grand Prix (hlavní závod)
O závod byl mezi veřejností obrovský zájem. V neděli se k trati přišlo podívat odhadem 250 až 300 tisíc diváků, některé zdroje upřesnily počet diváků na 350 000 až 400 000. Jak se později ukáže, řada z nich nebyla ovšem na bezpečných místech. Na hlavní tribuně sledoval závody i předseda AKRČs a současně ministr národní obrany, generál Ludvík Svoboda.

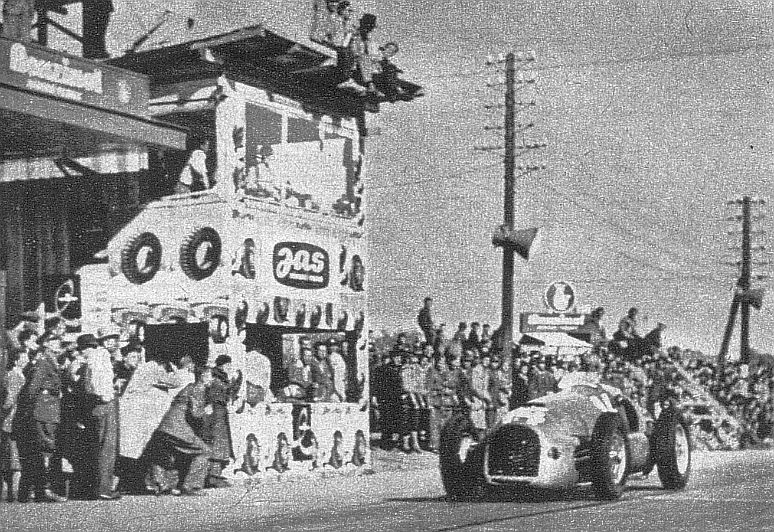
Peter Whitehead, Ferrari 125, projíždí vítězně cílem (Brno 1949)

Do závodu nastoupilo 23 jezdců z 24 kvalifikovaných. Na start nepřijel 15.vůz z kvalifikace Alda Gordiniho. Ihned po startu ve 12:40 h se ujal vedení z pole position siamský princ Bira sledován Farinou, Graffenriedem, Chironem, Étancelinem, Manzonem, Parnellem, Whiteheadem a dalšími. Už v 1. kole došlo k havárii, která později dala jméno zatáčce, ve které k nehodě došlo. Ve stoupání ke Kohoutovicím, hned v první levé zatáčce Farina nezvládl vůz, vyvrátil několik patníků a vjel s autem mezi diváky. Dvanáct jich těžce zranil, dva z nich zraněním podlehli. Zmatený Farina vylezl z vozu a dezorientován vběhl do dráhy přijíždějícímu Parnellovi, který sice intenzivně brzdil, ale nabral šokovaného Farinu na kapotu. Parnell také havaroval. Farina skončil s pohmožděninami žeber a Parnell si zlomil ruku (jiný zdroj uvádí vykloubené rameno). Od podzimu 2010 zatáčku - nazvanou jako Farinova - zdobí pomníček, který vybudovali místní motorističtí nadšenci. Na stejném místě ve 3. kole havaroval i vedoucí princ Bira, narazil do stromu, byl vymrštěn z vozu a zachytil se ve větvích. Se stromu ale spadl hasič, který na něm seděl (tato historka se některými autory označuje za smyšlenou legendu). Během prvních 50 kilometrů vypadly 3 vozy Maserati a dva nejrychlejší jezdci z kvalifikace.

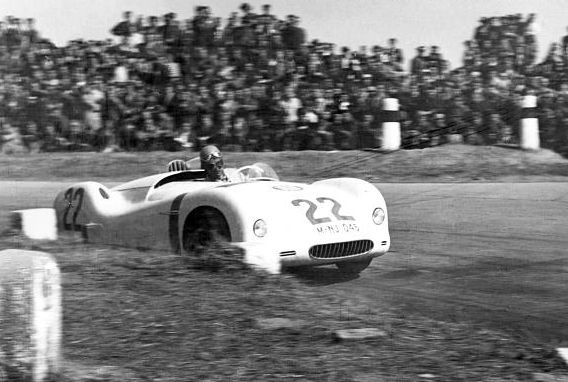
Bruno Sojka s Tatraplánem obsadil 9. místo (Brno 1949)

To už na trati chyběl Vladimír Formánek, který odpadl po 1. kole po poruše motoru, a Zdeněk Treybal, který skončil na formulovém voze Simca Gordini T 15 též kvůli poruše motoru po 2. kole. Do čela se dostal Graffenried, ale ne na dlouho, protože ve 4. kole zastavil u depa měnit svíčky a ztratil pořadí. Vedení, bouřlivě pozdravován diváky, převzal 50letý Chiron, ale ani on dlouho v čele nevydržel. V 7. kole se Chiron propadl na 7. místo a v 8. pro poruchu převodovky vzdal. Zajel ale nejrychlejší kolo závodu v čase 8:06 min. V 9. kole havaroval i Trintignant, když v plné rychlosti opustil závodní trať a jeho vůz Simca-Gordini 15 se několikrát převrátil, jezdec však snad zázrakem vyvázl nezraněn (budoucí dvojnásobný vítěz Velké ceny Monaka z let 1955 a 1958). Po Chironovi převzal vedení v 7. kole Whitehead. v 13. kole ještě odpadli Graffenried a Murray, oba pro poruchu motoru Maserati. Předtím skončil i Komár na Cisitalii pro poruchu diferenciálu.
O vedoucí místo v závodě se rozpoutal velký boj mezi Whiteheadem a Étancelinem. Oba se několikrát vystřídali ve vedení. V 12. kole Whitehead tankoval, do čela šel Étancelin. V 16. a 17. vedl s malým náskokem Étancelin, ale v 18. kole ho předjel Whitehead a vedení udržel až do cíle. Dosáhl času 2:48:41,8 h v průměrné rychlosti 126,68 km/h. Druhý dojel Étancelin o 35,8 vteřiny později, na 3. místě skončil Cortese na Ferrari jako vítěz. Pierre "Levegh" Bouillin dojel s Talbotem T26C na 4. místě již o kolo zpět. Ten se později tragicky zapsal do historie závodu 24 hodin Le Mans v roce 1955, když po kolizi se svým Mercedesem vybočil ze směru, přelétl ochranný val, jako bomba padl mezi diváky a explodoval. Následky byly strašlivé 85 mrtvých a asi 100 těžce zraněných. Pierre Levegh při nehodě rovněž zahynul.
Na 9. místě místě dojel Bruno Sojka na Tatraplánu (o 2 kola zpět), Jaroslav Vlček s Magdou byl 10. a František Dobrý s Frazer Nashem 11. (oba o 3 kola zpět). Nejrychlejší kolo závodu zajel Chiron v čase 8:06 min. Peter Whitehead za vítězství obdržel prémii 80 000 Kč a skleněný pohár, který věnoval prezident republiky Klement Gottwald.
Sojka se zapsal do historie jako první československý jezdec, který se umístil v závodě Grand Prix po druhé světové válce. Byl to jediný závod formule 1 (podle dnešních kritérií), který se kdy v Československu konal. Jaroslav Vlček z Prahy na soukromě postaveném vozu Magda II se čtyřválcovým řadovým motorem z Fiat 508C (1089 cm³) obsadil 10. místo. Palivo pro tento vůz speciálně míchal ing. dr. J. Málcher z pražského Lihovarnického ústavu. Pro tento závod namíchal směs 41% benzín, 32% etanol, 25% benzen a 2% acetonu.

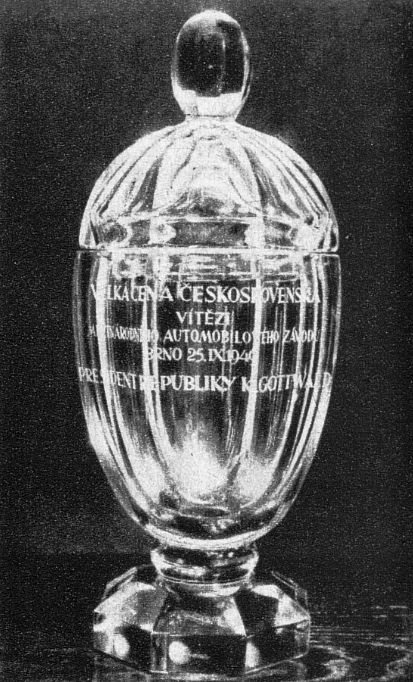
Vítězný křišťálový pohár, Velká cena Československa 1949

| Pořadí | St. č. | Jezdec                  | Stáj                   | Značka a typ vozu | Motor | Kola | Čas/stav    | Odstup       |
| 1.     | 14     | Peter Whitehead         | P. N. Whitehead        | Ferrari 125       | V-12  | 20   | 2:48:41,0 h |              |
| 2.     | 3      | Philippe Étancelin      | P. Étancelin           | Talbot-Lago T26C  | R-6   | 20   | 2:49:16,6 h | + 35,6 s     |
| 3.     | 15     | Franco Cortese          | Scuderia Ferrari       | Ferrari 166S      | V-12  | 20   | 2:53:30,4 h | + 4:49,4 min |
| 4.     | 2      | Pierre Levegh (Boullin) | P. Boullin             | Talbot-Lago T26C  | R-6   | 19   |             | - 1 kolo     |
| 5.     | 8      | Henri Louveau           | Scuderia Milan         | Maserati 4CL      | R-4   | 19   |             | - 1 kolo     |
| 6.     | 1      | Johny Claes             | Ecurie Belge           | Talbot-Lago T26C  | R-6   | 19   |             | - 1 kolo     |
| 7.     | 6      | Piero Carini            | P. Carini              | Maserati A6GCS    | R-6   | 19   |             | - 1 kolo     |
| 8.     | 4      | Louis Rosier            | Ecurie Rosier (France) | Talbot-Lago T26C  | R-6   | 19   |             | - 1 kola     |
| 9.     | 22     | Bruno Sojka             | Tatra                  | T602 Tatraplan    | R-4   | 18   |             | - 2 kola     |
| 10.    | 26     | Jaroslav Vlček          | J. Vlček               | Magda II-Fiat     | R-4   | 17   |             | - 3 kola     |
| 11.    | 27     | František Dobrý         | F. Dobrý               | Frazer Nash       | R-6   | 17   |             | - 3 kola     |

### Cena města Brna
V doprovodném závodu sportovních vozů o Cenu města Brna na 6 kol/106,8 km, který hlavnímu závodu předcházel, se mimo celkového pořadí samostatně hodnotily čtyři objemové třídy do 750, do 1100, do 1500 a do 2000 cm³. Do závodu v 10:40 h odstartovalo 31 československých závodníků. Jezdci měli na svých levých pažích černé pásky – za tragicky zesnulého Václava Uhra. Hned po společném startu všech tříd asi 250 m od startu Jaroslav Jonák z Dolních Beřkovic na voze Aero Special 1046 cm³ (st. č. 61) v plné rychlosti narazil do odstaveného vozu MG K-3 Magnette Special 1,1 l pražského Ing. Jiřího Pohla (st. č. 42) a do konstrukce mostu pro diváky, vybočil vpravo z dráhy na betonový můstek vedoucí do polí, zranil svým vozem dvě zdravotní sestry a na místě skonal. Vůz Aero Special byl jeho konstrukčním dílem, byť základ tvořil typ Aero 30. Plný výkon dosahoval přibližně 30 kW/40 k.
Již v 1. kole závodu odstoupil pro poruchu spojky Josef Veřmiřovský (st. č. 32) na Tatře T-601Tatraplan Monte Carlo. Absolutním vítězem Ceny města Brna se stal Zdeněk Treybal na sportovním voze Simca Gordini, který dosáhl času 57:23,7 min (průměr 111,5 km/h) před Brunem Sojkou na Tatraplánu a Františkem Dobrým na voze Frazer Nash. Sojka dosáhl času 58:45,8 min a Dobrý 1:00:31,3 h. V jednotlivých třídách zvítězili: do 750 cm³ František Sutnar před Otto Krattnerem (oba Aero Minor Sport), do 1100 cm³ Jaroslav Netušil na voze Škoda 1101 Sport bez kompresoru, do 1500 cm³ Zdeněk Treybal před Václavem Bobkem na Škodě 1101 Sport s kompresorem Roots a Vlčkem na Magdě. Nejsilnější třídu do 2000 cm³ vyhrál Bruno Sojka na Tatraplánu T-602 před ing. Františkem Dobrým a svým bratrem ing. Zdeňkem Sojkou na BMW.

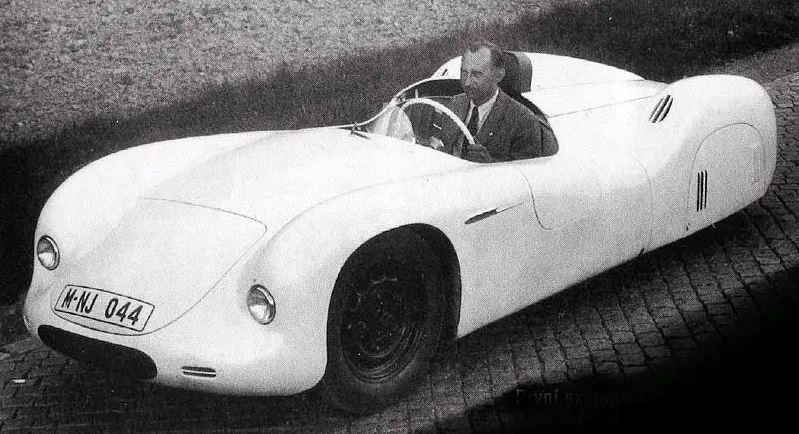
Bruno Sojka na Tatra T-602 Tatraplan Sport ještě v Kopřivnici (1949)

Výsledky Cena města Brna
| Pořadí | St. č. | Jezdec               | Stáj  | Značka a typ vozu              | Motor | Motor | Kola | Čas/stav    | Odstup       |
| 1.     | 41     | Zdeněk Treybal       |       | Simca Gordini                  | 1,5   | R-4   | 6    | 57:23,7 min |              |
| 2.     | 31     | Bruno Sojka          | Tatra | Tatra 602 Tatraplan Sport      | 2,0   | R-4   | 6    | 58:45,8 min | + 22,1 s     |
| 3.     | 33     | Ing. František Dobrý |       | Frazer Nash (Bristol 1971 cm³) | 2,0   | R-6   | 6    | 1:00:31,3 h | + 3:07,6 min |
| 4.     | 37     | Ing. Zdeněk Sojka    |       | BMW 328                        | 2,0   | R-6   | 6    | 1:00:47,4 h | + 3:23,7 min |
| 5.     | 44     | Václav Bobek         | AZNP  | Škoda 1101 Sport s/c           | 1,1   | R-4   | 6    | 1:01:08,4 h | + 3:44,5 min |
| 6.     | 34     | Stanislav Kohout     |       | BMW                            | 2,0   | R-6   | 6    | 1:01:11,2 h | + 3:47,5 min |

Třída do 750 cm³
| Pořadí | St. č. | Jezdec           | Stáj | Značka a typ vozu    | Motor | Motor | Kola | Čas/stav    | Odstup |
| 1.     | 76     | František Sutnar |      | Aero Minor Sport     | 0,744 | R-2   | 6    | 1:07:07,7 h |        |
| 2.     | 77     | Otto Krattner    |      | Aero Minor Sport     | 0,744 | R-2   | 6    | 1:08:52,1 h |        |
| 3.     | 71     | Jaroslav Musil   |      | Jawa Minor I Special | 0,745 | R-2   | 6    | 1:12:07,2 h |        |

Třída do 1100 cm³
| Pořadí | St. č. | Jezdec           | Stáj | Značka a typ vozu | Motor | Motor | Kola | Čas/stav    | Odstup |
| 1.     | 62     | Jaroslav Netušil | AZNP | Škoda 1101        | 1,1   | R-4   | 6    | 1:06:05,8 h |        |
| 2.     | 64     | Václav Polák     |      | Fiat 1100         | 1,1   | R-4   | 6    | 1:06:30,9 h |        |
| 3.     | 66     | Karel Kácha      |      | Fiat 1100         | 1,1   | R-4   | 6    | 1:09:05,6 h |        |

Třída do 1500 cm³
| Pořadí | St. č. | Jezdec         | Stáj | Značka a typ vozu  | Motor | Motor | Kola | Čas/stav    | Odstup |
| 1.     | 41     | Zdeněk Treybal |      | Simca Gordini      | 1,5   | R-4   | 6    | 57:23,7 min |        |
| 2.     | 44     | Václav Bobek   | AZNP | Škoda 1101 Sport   | 1,1   | R-4   | 6    | 1:01:08,4 h |        |
| 3.     | 45     | Jaroslav Vlček |      | Magda II-Fiat 508C | 1,1   | R-4   | 6    | 1:12:07,2 h |        |

Třída do 2000 cm³
| Pořadí | St. č. | Jezdec            | Stáj  | Značka a typ vozu         | Motor | Motor | Kola | Čas/stav     | Odstup |
| 1.     | 31     | Bruno Sojka       | Tatra | Tatra 602 Tatraplan Sport | 2,0   | R-4   | 6    | 58:45,8 min  |        |
| 2.     | 33     | František Dobrý   |       | Frazer Nash               | 2,0   | R-6   | 6    | 1:00:31,3 h  |        |
| 3.     | 37     | Ing. Zdeněk Sojka |       | BMW 328                   | 2,0   | R-6   | 6    | 1:00:477,4 h |        |

## Galerie

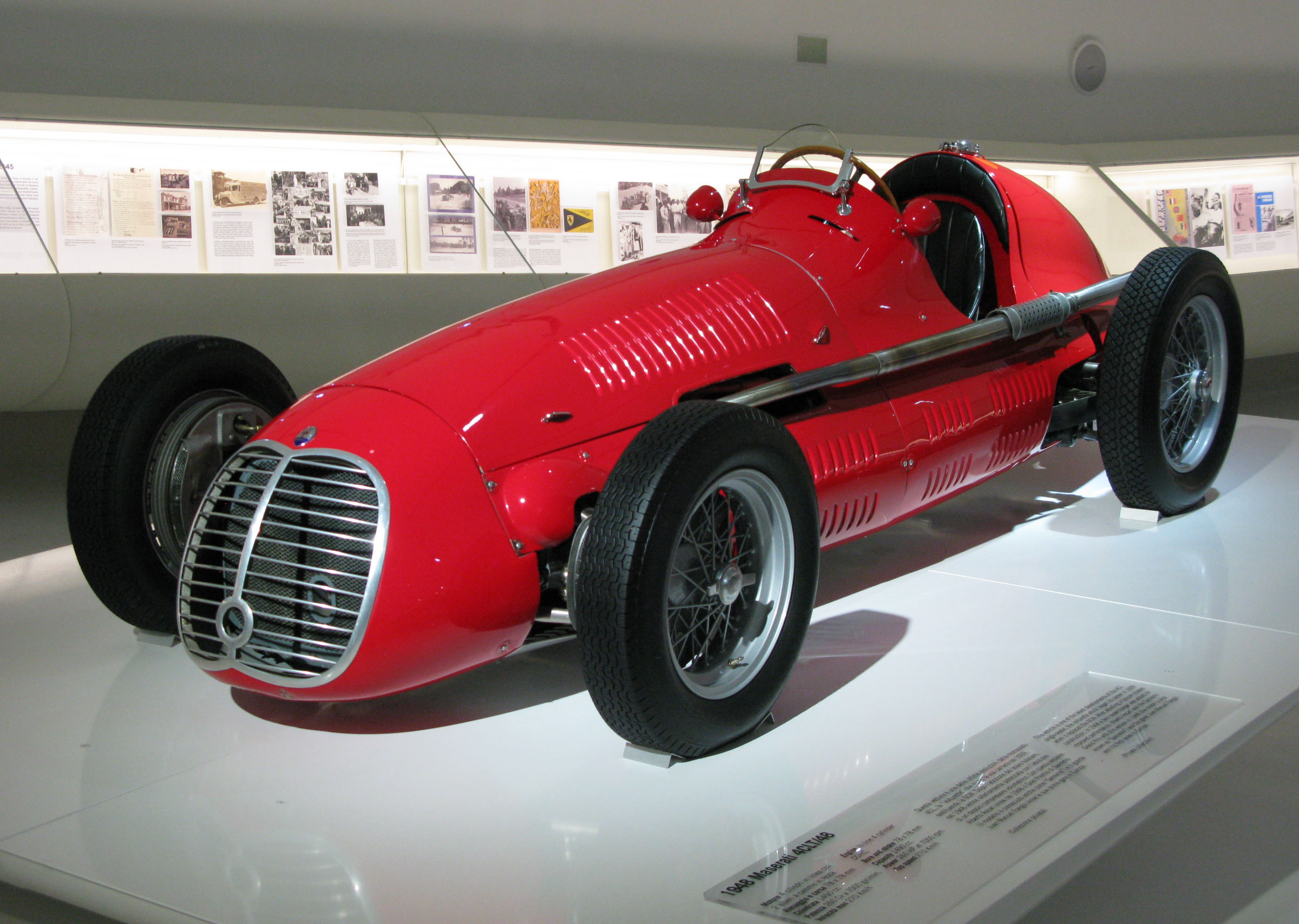
Maserati 4CLT/48
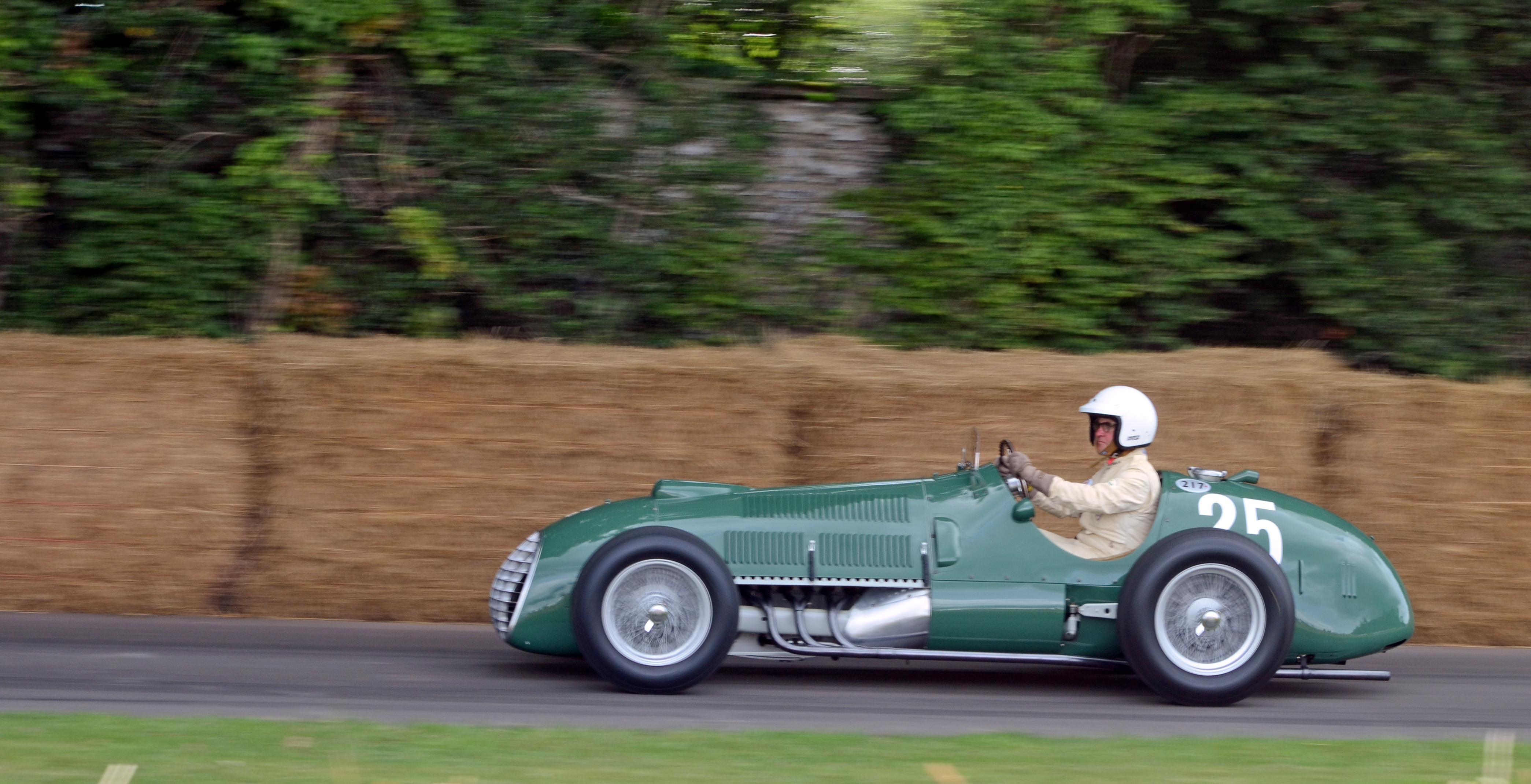
Ferrari 125
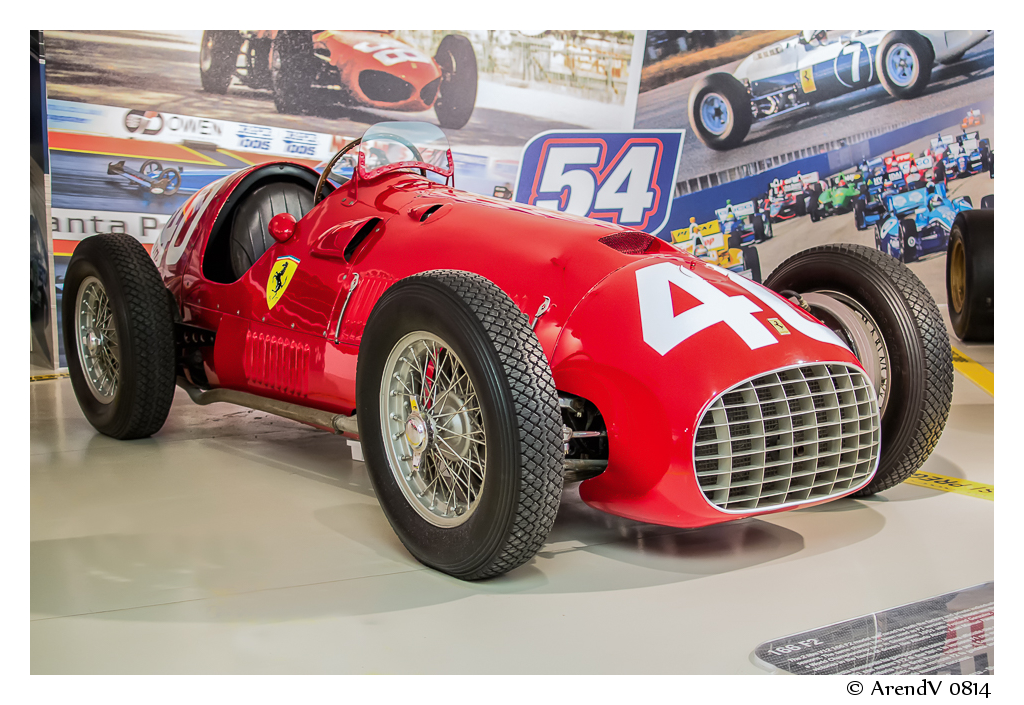
Ferrari 166
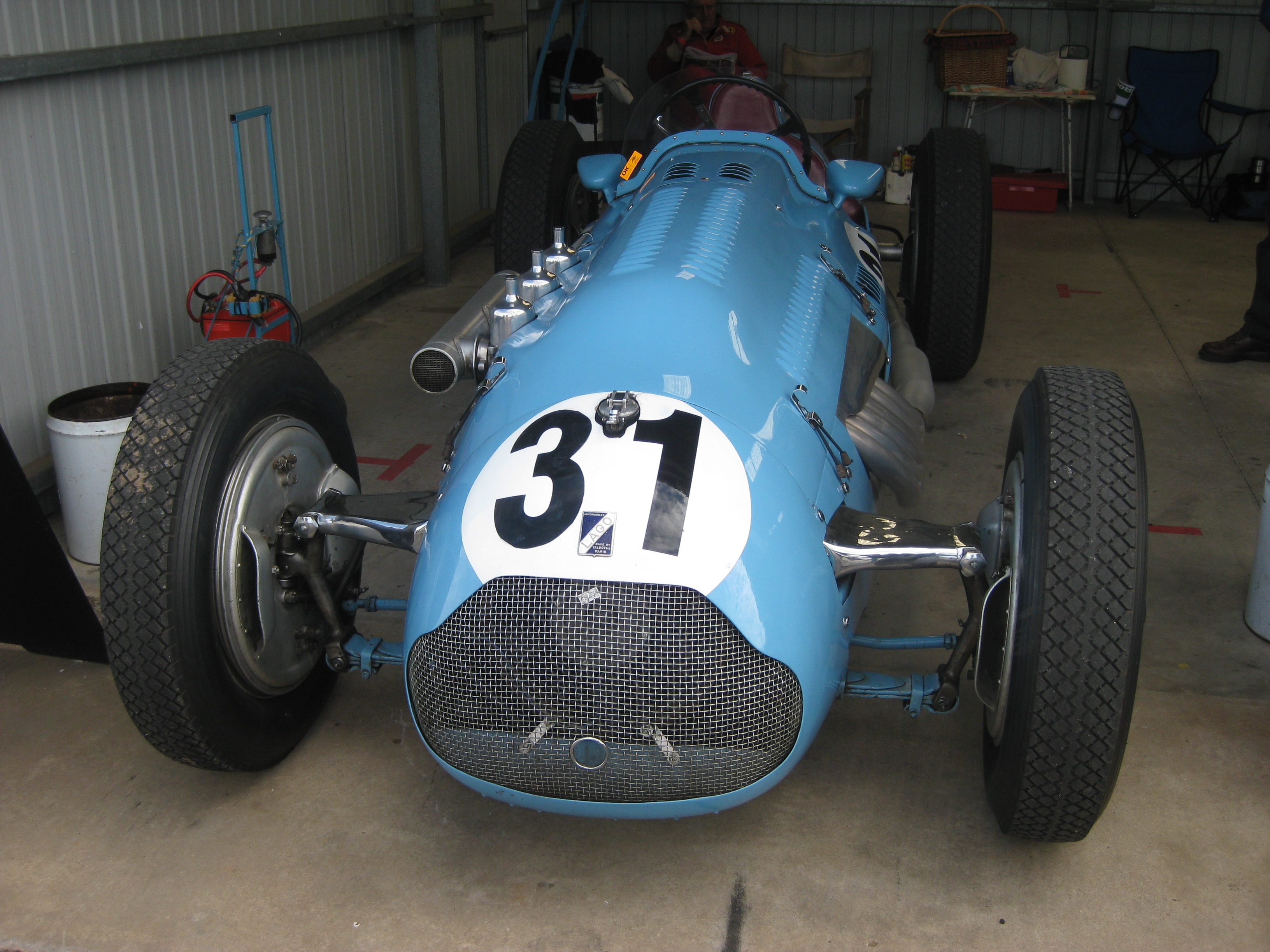
Talbot-Lago Type 26C
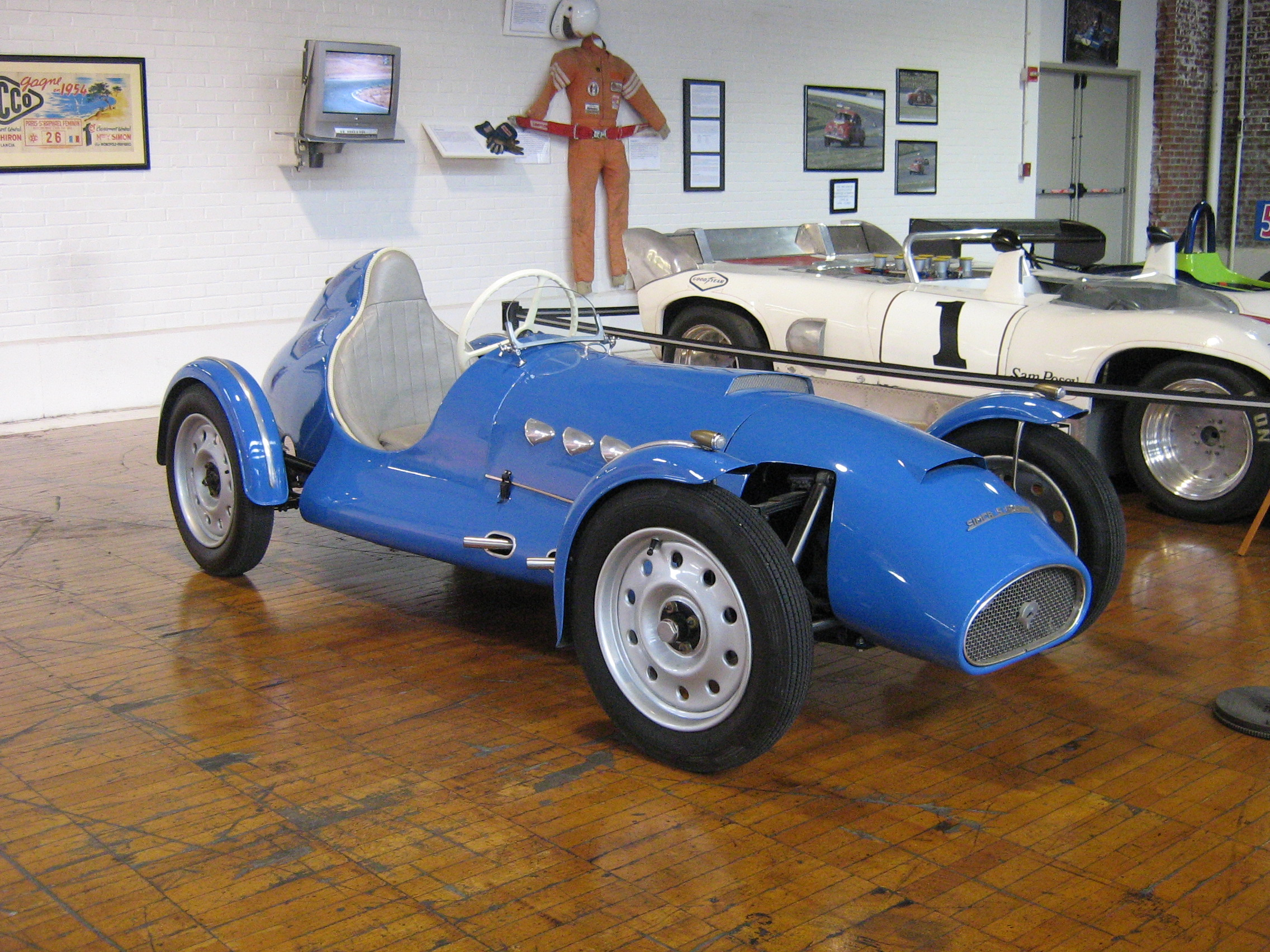
Simca-Gordini
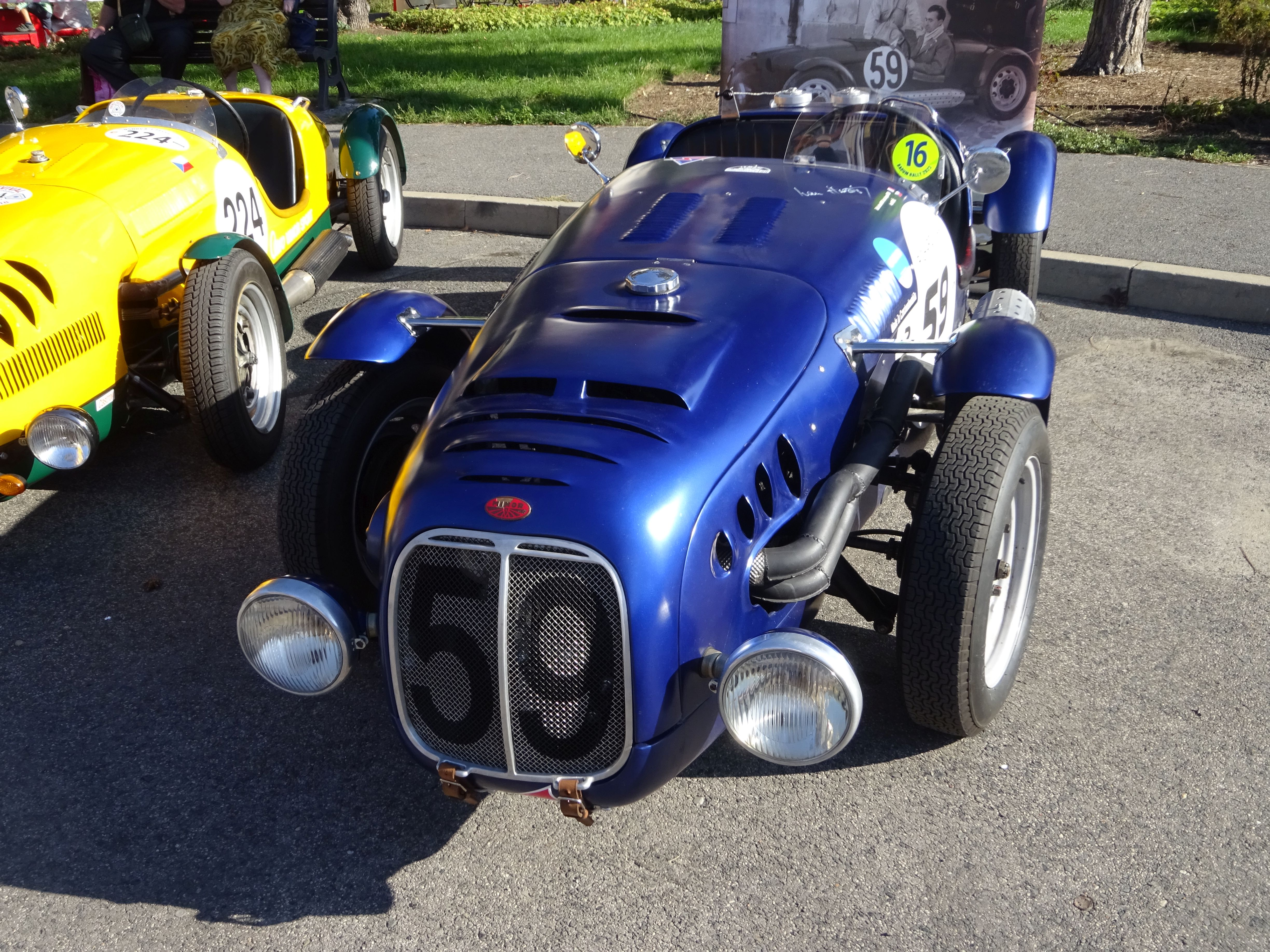
Aero Minor Sport
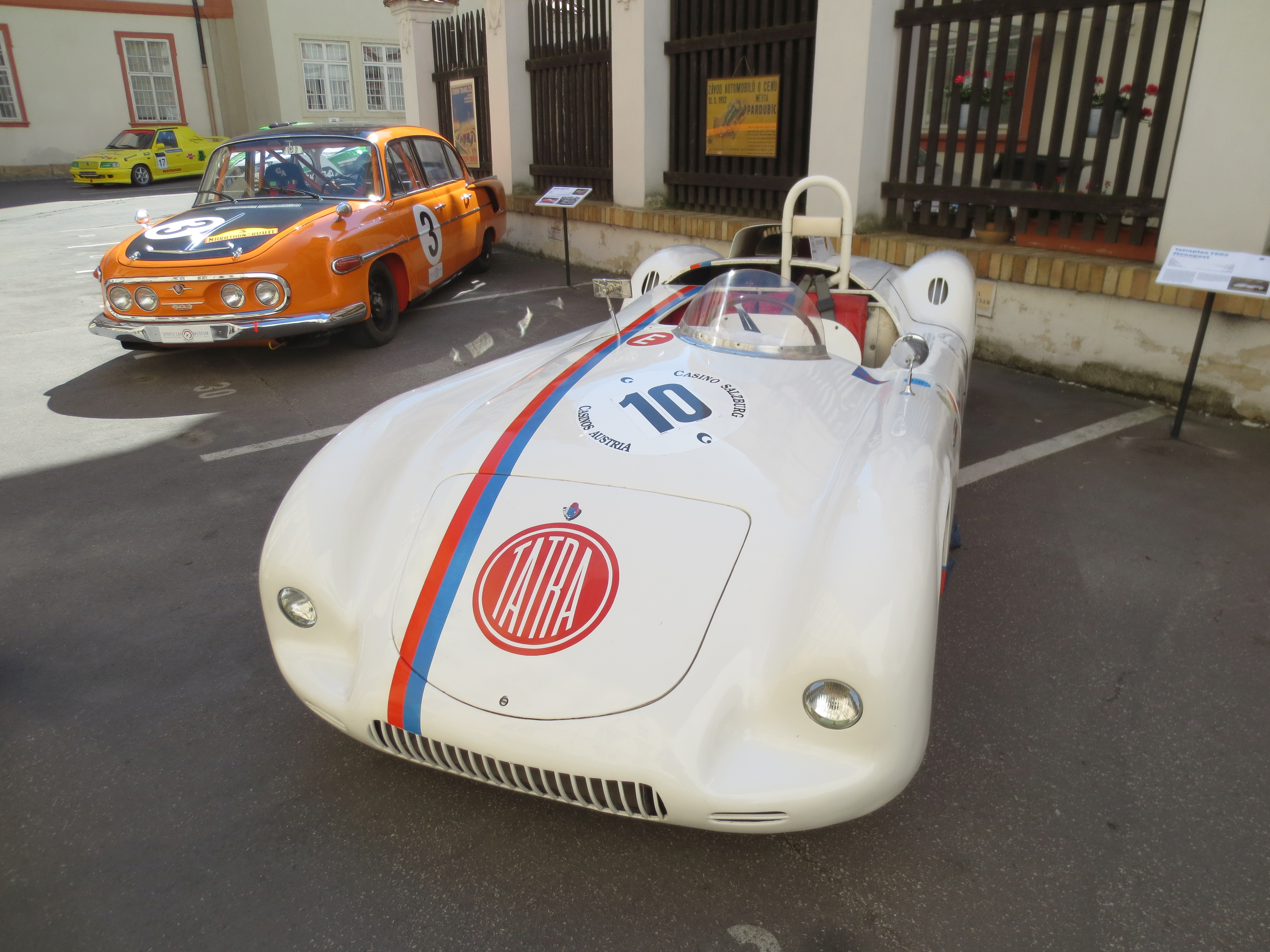
Tatra T-602 Tatraplan Sport
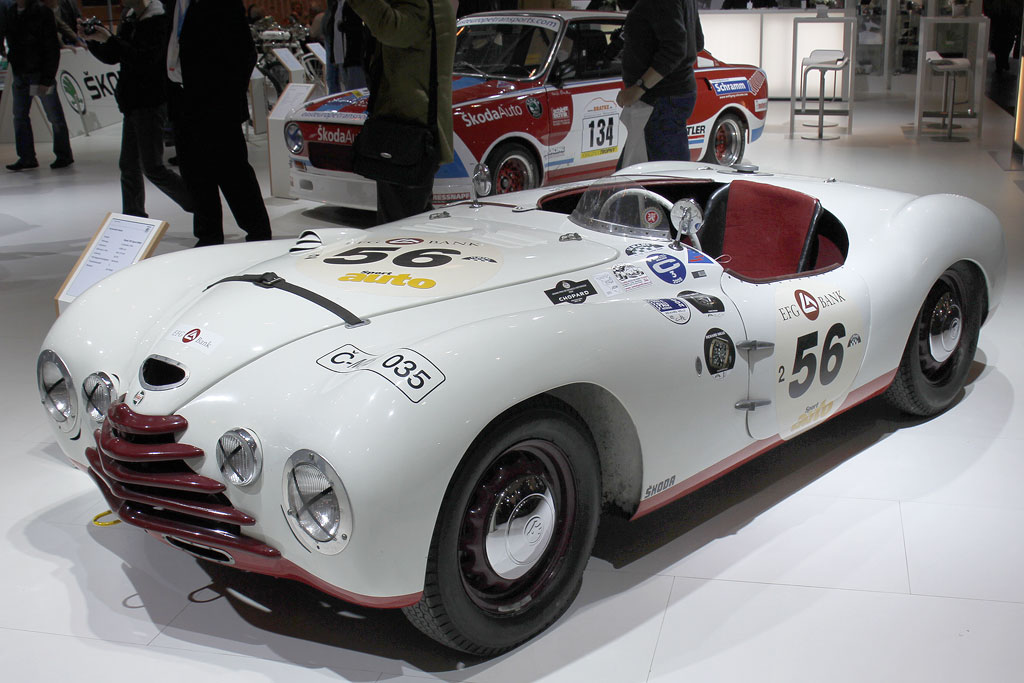
Škoda 1101 Sport